# Wolfgang Ammon
Wolfgang Ammon (auch Ammonius; * 26. Januar 1540 in Elsa; † 26. Januar 1589 in Marktbreit) war ein evangelisch-lutherischer Theologe und Pfarrer. Er trat als geistlicher Schriftsteller, Liederdichter und Lyriker hervor.

## Leben
Wolfgang Ammon wurde am 26. Januar 1540 im heute oberfränkischen Elsa bei Bad Rodach geboren. Das Dorf war Teil des Herrschaftsbereichs der Herren von Redwitz, gelangte aber im Verlauf des 16. Jahrhunderts an das Herzogtum Sachsen-Coburg unter Herzog Johann Casimir. Ammon nahm 1567 eine Tätigkeit als Pfarrer in der Reichsstadt Dinkelsbühl auf. Ab 1579 war er evangelisch-lutherischer Pfarrer in Marktbreit, das Teil der Grafschaft Schwarzenberg war. 
Das bedeutendste Werk Ammons erschien 1581 bei einem Verleger aus Frankfurt am Main. Es handelt sich um ein Gesangbuch, in dem auf der linken Seite der Text in Deutsch und auf der rechten Seite der lateinische Text abgedruckt wurde. Ammon selbst wurde hierfür wohl von der Obrigkeit beauftragt. Er starb am 26. Januar 1589 in Marktbreit.

## Werke (Auswahl)
- Libri tres odarum ecclesiasticarum, de sacris cantionibus [...]. Frankfurt am Main 1578.
- Psalmodia nova germanica et latina [...]. Frankfurt am Main 1581.[1]